# San Ambrosio de Máxima (título cardenalicio)
San Ambrosio de Máxima es un título cardenalicio de la Iglesia Católica. Fue instituido por Francisco en 2023. Su primer titular es el cardenal Claudio Gugerotti, creado en el consistorio celebrado el 30 de septiembre de 2023.

## Titulares
- Claudio Gugerotti (30 de septiembre de 2023)